# Leon Luini
Leon Luini (Pietra Ligure, 19 november 2000) is een Nederlands beachvolleybalspeler die als blokkeerder speelt.

## Carrière
Luini debuteerde in 2020 met Matthew Immers in de Eredivisie; ze werden onder meer tweede in Utrecht en derde in Almelo. Bij de nationale kampioenschappen in Scheveningen eindigden ze op een gedeelde vijfde plaats. Daarnaast maakte het tweetal hun debuut in de FIVB World Tour; in Montpellier behaalden ze een derde plaats. Het jaar daarop eindigden Luini en Immers als vijfde bij de Europese kampioenschappen onder 22 in Baden. Vervolgens vormde Luini gedurende de rest van het seizoen een team met Thijs Nijeboer. In de Eredivise behaalden ze zes podiumplaatsen: een overwinning in Zaandam, tweede plaatsen in Zutphen, Utrecht, Groningen en Almelo en een derde plaats in Heerenveen. Bij de NK werden Luini en Nijeboer vierde nadat ze de troostfinale verloren van Steven van de Velde en Christiaan Varenhorst. In de internationale competitie kwamen ze bij vier toernooien tot een derde plaats in Warschau. Met Mees Sengers nam hij bovendien deel aan het FIVB-toernooi van Nijmegen. Sinds 2022 speelt Luini samen met Ruben Penninga. In aanloop naar de wereldkampioenschappen deed het tweetal mee aan vijf wedstrijden in de mondiale competitie met een derde plaats in Itapema als beste resultaat. Bij de WK in Rome bereikten ze de zestiende finale waar de Amerikanen Trevor Crabb en Tri Bourne in drie sets te sterk waren.

## Palmares
FIVB World Tour
- 2020:  1* Montpellier
- 2021:  1* Warschau
- 2022:  Itapema Challenge